# Cord Jastram

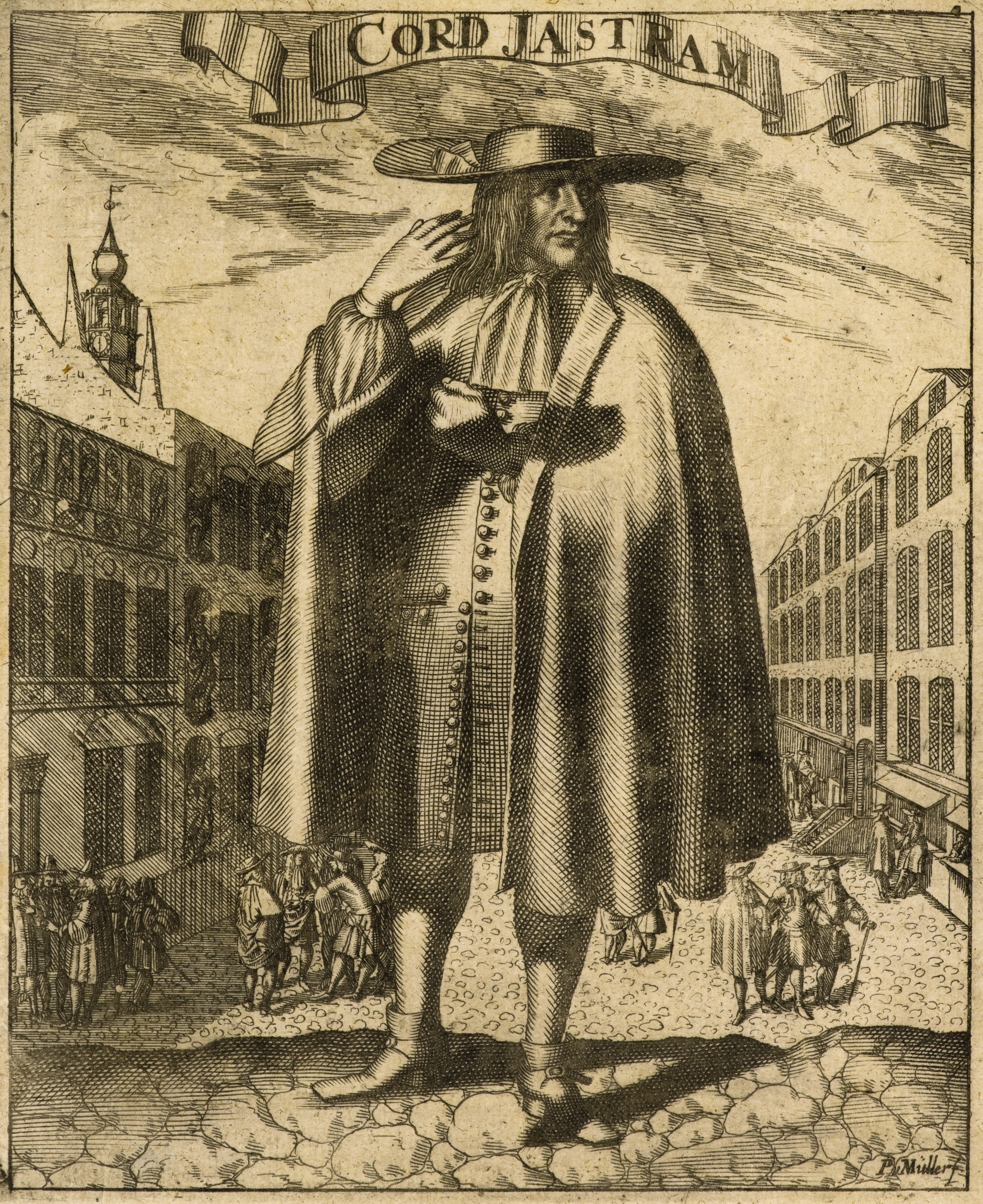
Cord Jastram, Porträt von P. von Müller 1695

Cord [auch Cordt] Jastram (* 1634 in Hamburg; † 4. Oktober 1686 ebenda) war ein hamburgischer Reeder und Politiker des 17. Jahrhunderts.

## Leben
Der gelernte Färber betrieb mit finanzieller Unterstützung des Kaufmanns und Politikers Hieronymus Snitger eine erfolgreiche Flotte von Walfangschiffen, die zwischen 1672 und 1686 wohl 30 mal zur Grönlandfahrt aufbrachen. Ebenfalls gemeinsam mit Snitger stieg er bis Anfang der 1680er Jahre zum Wortführer der Hamburger Bürgerschaft in dem diese vertretenden Dreißiger Ausschuss auf und geriet als solcher in die erste Reihe einer für Hamburg schweren innerstädtischen Auseinandersetzung zwischen Bürgerschaft und Senat der Stadt. Der alte Rat wurde in Teilen abgesetzt und aus der Stadt vertrieben. Der Herzog Georg Wilhelm von Braunschweig-Lüneburg drohte für das Reich die innerstädtische Ordnung Hamburgs wiederherzustellen. Dem suchte Jastram gemeinsam mit Snitger durch eine Anlehnung an Dänemark entgegenzuwirken. Der Dänische König nutzte diese Gelegenheit seinerseits, 1686 Hamburg zu belagern. Die Bevölkerung hielt dieser Belagerung zwar stand bis Hilfe herbeigerufen werden konnte; sie wandte sich jedoch von ihren Wortführern ab und ließ diese fallen. Der zurückgekehrte alte Rat ließ Jastram und Snitger nach einem unergiebigen Peinlichen Verhör gleichwohl wegen Verrats verurteilen und hinrichten. Jastram wurde ausgeweidet, gevierteilt und enthauptet. Jastrams Kopf wurde am Millerntor auf einen Pfahl aufgespießt und blieb dort für die nächsten neun Jahre für jedermann sichtbar. August Wygand setzte sich 1697 aus der Emigration für eine Rehabilitation der beiden ein.